# Hill of Tarvit House

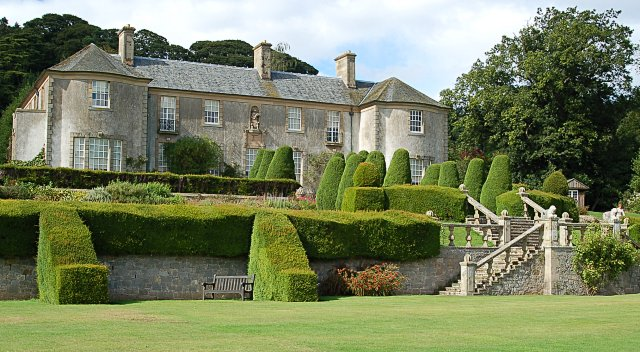
Hill of Tarvit House

Das Hill of Tarvit House, ehemals Wemyss Hall, ist eine Villa nahe der schottischen Ortschaft Cupar in der Council Area Fife. 1984 wurde das Bauwerk als Einzeldenkmal in die schottischen Denkmallisten in der höchsten Denkmalkategorie A aufgenommen. Des Weiteren ist das Anwesen im schottischen Register für Landschaftsgärten verzeichnet. In zwei von sieben Kategorien wurde das höchste Prädikat „herausragend“ verliehen.

## Geschichte
Im 16. Jahrhundert waren die Ländereien Teil des Anwesens Scotstarvit. Das spätmittelalterliche Tower House Scotstarvit Tower steht in rund einem Kilometer Entfernung. Den Turm bewohnte der Laird John Scot, Lord Scotstarvit. Nach seinem Tod 1670 erbten Familienmitglieder das Anwesen. Die Keimzelle des heutigen Hill of Tarvit House entstand im Jahre 1697. Der Entwurf wird dem schottischen Architekten William Bruce zugeschrieben. Nachdem Major General John Scot 1776 ohne Nachkommen verstorben war, erlosch die Linie. Der auf Wemyss Castle residierende Clan Wemyss erwarb das Anwesen und taufte die Villa Wemyss Hall. Die umgebenden Parkanlagen wurden im späten 18. und frühen 19. Jahrhundert entwickelt. Frederick Bower Sharp erwarb Hill of Tarvit von den Wemyss’ im Jahre 1904. Sharp beauftragte Robert Lorimer mit der Überarbeitung von Hill of Tarvit House. Die Arbeiten umfassten auch die Gärten an der Südseite. Sharps Tochter vermachte das Anwesen 1949 dem National Trust for Scotland, der es zwischen 1951 und 1977 an die Marie Curie Memorial Foundation als Pflegeheim verpachtete. Seitdem ist es der Öffentlichkeit zugänglich. Im Jahr 2024 betrug die Besucherzahl etwa 17.000 Personen.

## Beschreibung
Hill of Tarvit House steht inmitten eines rund 113 Hektar umfassenden Anwesens rund 1,5 km südlich von Cupar. Die Gestaltung der zweistöckigen Villa ist nach Lorimers Überarbeitung an die klassizistische Architektur angelehnt. Lorimers Anbauten an der Rückseite sind hingegen viktorianisch gestaltet. Die Fassaden sind mit Harl verputzt. Abgehoben sind nur die rustizierten Einfassungen und Ecksteine. An der Nordseite tritt ein einstöckiger Anbau aus der Fassade heraus. Entlang der Westfassade verläuft eine Arkade. An der Südfassade treten flach gerundete Eckrisalite hervor. Die abschließenden Dächer sind mit Schiefer eingedeckt.